# Billy Gillespie
Billy Gillespie, właśc. William Gillespie (ur. 2 października 1873, zm. 1942) – piłkarz szkocki, który występował na pozycji napastnika. 
Karierę piłkarską rozpoczął w Strathclyde F.C., z którego w 1895 przeszedł do Lincoln City. W klubie z Lincolnshire grał przez dwa sezony, strzelając 16 bramek w 37 meczach. W styczniu 1897 przeszedł do Manchesteru City.
W barwach klubu z Manchesteru zadebiutował 9 stycznia 1897 w przegranym przez City wyjazdowym meczu z Darwen, strzelając jedyną bramkę dla gości. W 1904 wystąpił we wszystkich sześciu meczach o Puchar Anglii, zdobywając trzy gole. W 1906 siedemnastu zawodników City, w tym Gillespie, zostało zawieszonych, po próbie przekupstwa jednego z piłkarzy Aston Villa. Związek Piłkarski nałożył na nich kary w postaci 1,5-rocznego zawieszenia. Gillespie odmówił odbycia kary i wyemigrował do Stanów Zjednoczonych, gdzie był trenerem piłkarskim. 

## Sukcesy
Manchester City
- Puchar Anglii (1): 1903/1904
- Mistrzostwo Division Two (2): 1898/1899, 1902/1903